# HZ Zian
HZ Zian is een Nederlandse zwem- en waterpolovereniging uit Den Haag. De naam staat voor Haagse Zwem- en Poloclub Zwemmen Is Altijd Nuttig.
De vereniging organiseert zwemlessen voor kinderen en volwassenen, baby/peuterzwemmen en heeft tevens een afdeling voor waterpolo.

## Geschiedenis

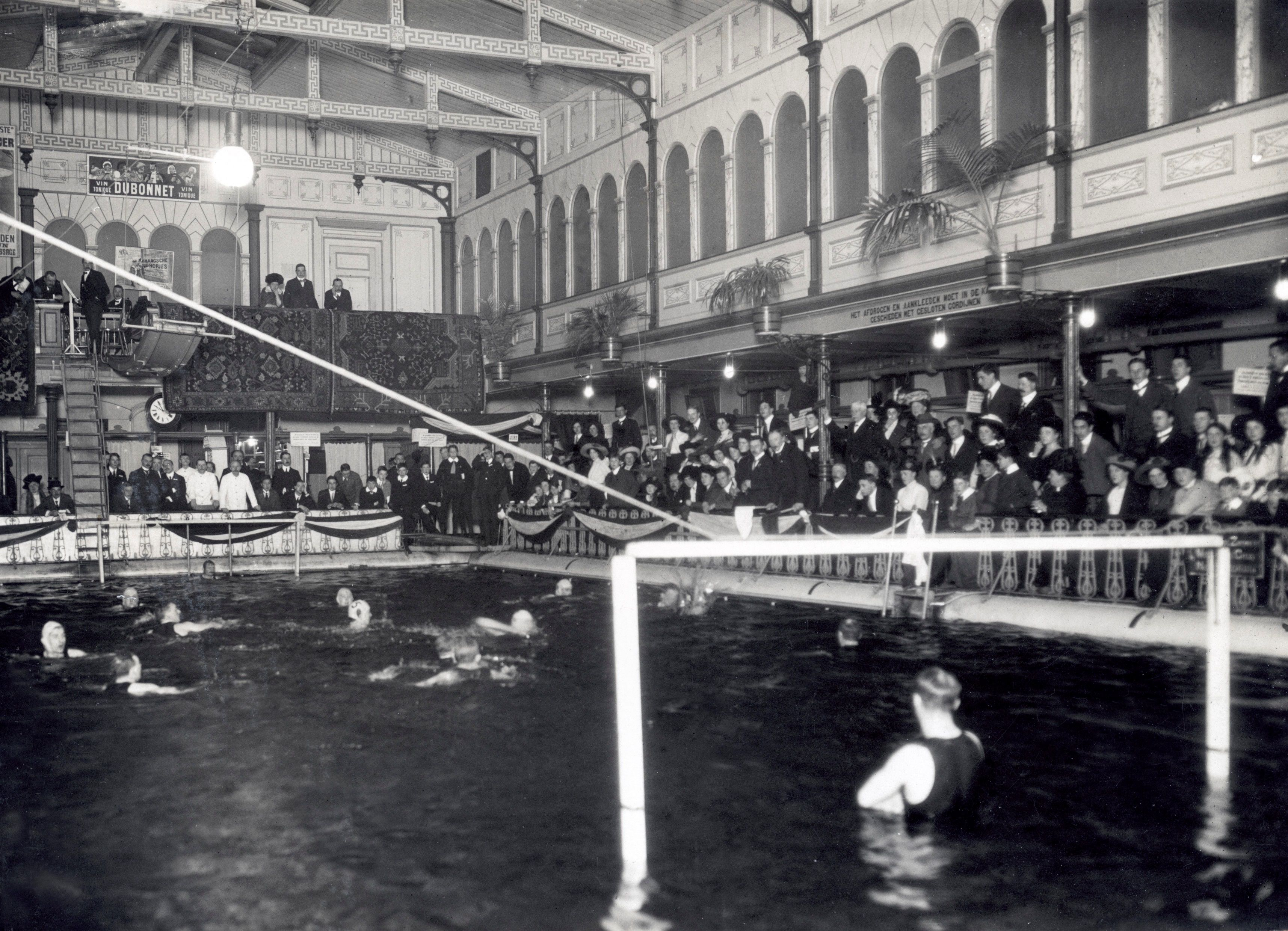
HZ&PC in 1912

HZ Zian is voortgekomen uit HZ&PC en Zian/Vitesse. De Haagsche Zwem- en Poloclub (HZ&PC) was opgericht in 29 november 1911. Zian/Vitesse was opgericht op 4 oktober 1922. In het verleden zijn er meerdere Nederlands kampioenschappen gehaald. HZ Zian komt bij de mannen uit in de landelijke hoofdklasse.

## Erelijst
Zowel HZ&PC als Zian/Vitesse zijn meerdere malen Nederlands kampioen geweest.
Heren:

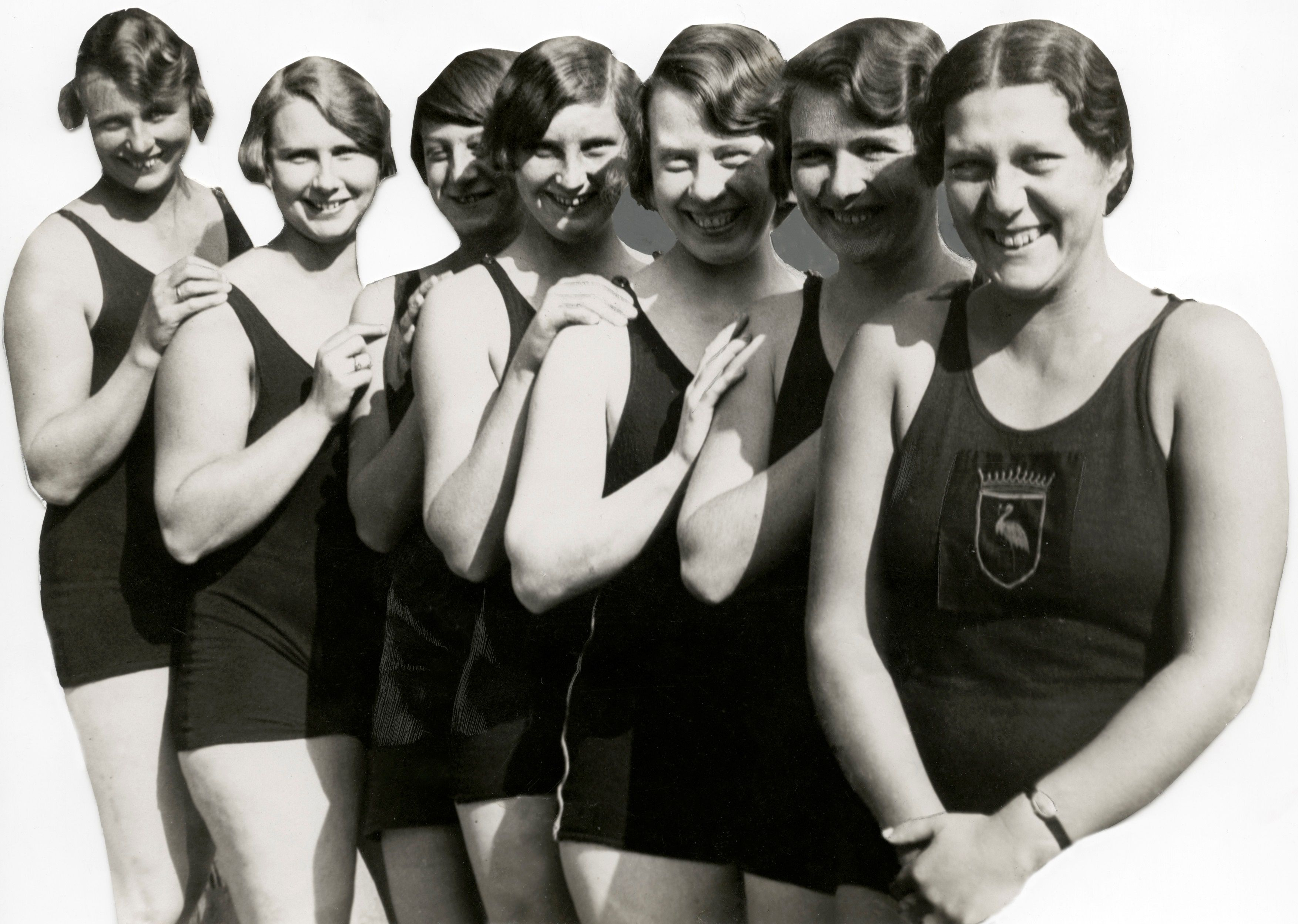
Het kampioensteam in 1928

- Nederlands kampioenschap waterpolo Heren: 17

1934-1935, 1935-1936, 1940-1941, 1941-1942, 1942-1943, 1945-1946, 1946-1947, 1947-1948, 1948-1949, 1949-1950, 1950-1951, 1951-1952, 1952-1953, 1954-1955, 1957-1958, 1958-1959, 1975-1976
- KNZB beker: 5

1946-1947, 1947-1948, 1948-1949, 1968-1969, 1979-1980
Dames:
- Nederlands kampioenschap waterpolo Dames: 11

1927-1928, 1928-1929, 1929-1930, 1930-1931, 1934-1935, 1935-1936, 1936-1937, 1938-1939, 1939-1940, 1940-1941, 1942-1943

## Bekende (oud-)leden
| - Kees van Aelst - Jan den Boer - Bart Bongers - Frans Borgman Brouwer - Daan Buijze - Cor Braasem - Henk Elzerman - Josien Elzerman - Ru den Hamer | - Anton Heiden - Dick Langerhorst - Wieger Mensonides - Aad van Mil - Eric Noordegraaf - Aad Oudt - Piet Plantinga - Harro Ran | - Frits Ruimschotel - Soesoe van Oostrom Soede - Frits Smol - Wim van Spingelen - Erica Terpstra - Nico van der Voet - Winnie van Weerdenburg - Flip Winckel |

Frans Borgman Brouwer, Cees Pley, Frits Ruimschotel en Hans Thomas wonnen in augustus 1940 op het NK Zwemmen in Zaandam goud op de 4×200 m vrije slag. Borgman Brouwer en Ruimschotel hadden twee maanden eerder een mislukte poging ondernomen vanuit Scheveningen naar Engeland te gaan.